# Émile Plantamour

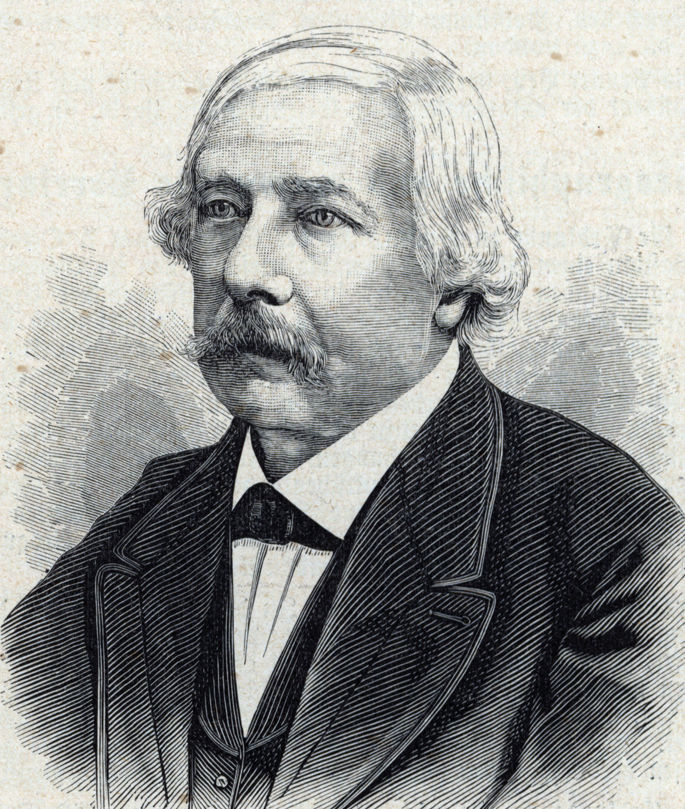
Emile Plantamour

Émile Plantamour (* 14. Mai 1815 in Genf; † 7. September 1882 ebenda) war ein Schweizer Astronom, Meteorologe und Geodät.

## Leben
Im Anschluss an die Schule besuchte Plantamour von 1824 bis 1832 das Institut Fellenberg in Hofwil und ab 1833 die Akademie Genf, wo er Schüler von Alfred Gautier war, dem Direktor des Genfer Observatoriums. Gautier führte Plantamour in die Astronomie ein und stellte ihm in Aussicht, sein Nachfolger am Lehrstuhl und am Observatorium zu werden, da er diese Stellen wegen eines Augenleidens aufzugeben wünschte. Nachdem Plantamour das Philosophiestudium beendet hatte, verlegte er sich vollständig auf die Astronomie und ging zunächst nach Paris, wo er von 1835 bis 1837 Assistent von Arago war. Im Jahr 1837 zog er weiter nach Königsberg zu Bessel, wo er 1838 mit einer Arbeit über Methoden zur Berechnung von Kometenbahnen promovierte. Den Winter 1838/39 verbrachte er in Berlin bei Encke, der ihn wegen seines Geschicks im Beobachten wie auch im Rechnen als sehr geeignet für eine astronomische Laufbahn befand. Der Rückweg nach Genf führte ihn über Göttingen, wo er (mit einer Empfehlung von Humboldt) bei Gauss Aufnahme fand.
Wieder in Genf, übernahm Plantamour 1839 gemäss dem Wunsch von Gautier dessen Professur für Astronomie (ab 1848 war er auch Professor für physikalische Geographie) sowie die Leitung der kurz zuvor erbauten Sternwarte. Diese Ämter bekleidete er bis wenige Monate vor seinem Tode, als er sie aus gesundheitlichen Gründen aufgeben musste.
Auf astronomischem Gebiet befasste Plantamour sich hauptsächlich mit Kometenbeobachtungen und -berechnungen. Unter anderem führte er die definitive Bahnbestimmung für den Mauvaisschen Kometen von 1844 durch (er fand eine Umlaufperiode von 102 050 ± 3 090 Jahren) und untersuchte 1846 eingehend die Bewegung der beiden Kerne des zerbrochenen Bielaschen Kometen. Aus eigenen Mitteln beschaffte er einen Refraktor mit zehn Zoll Öffnung für das Observatorium.
Plantamour widmete sich auch meteorologischen und hypsometrischen Untersuchungen. Er stellte unter anderem detaillierte Studien über das Genfer Klima an, bestimmte die Höhe des Grossen Sankt Bernhard auf hypsometrischem Wege und befasste sich mit atmosphärischen Erscheinungen.

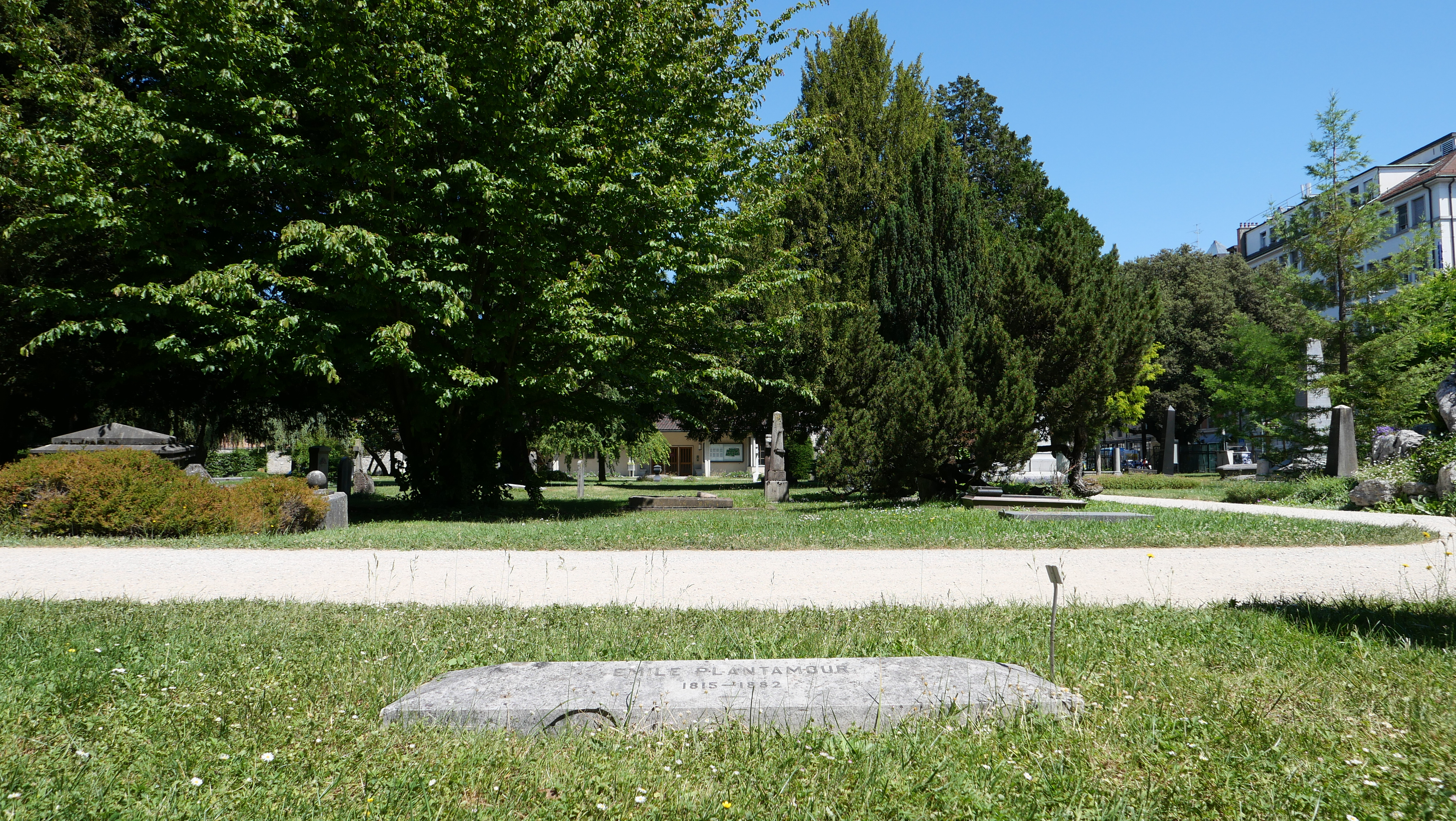
Plantamours Grab

Ab 1862 war Plantamour Mitglied der Schweizerischen Geodätischen Kommission. Er übernahm die fünf astronomischen Stationen, für die im Rahmen der Europäischen Gradmessung die geographische Breite und (durch telegraphische Signale) der Längenunterschied zur Sternwarte Neuenburg und zur Eidgenössischen Sternwarte in Zürich sowie zu den umliegenden Anschluss-Stationen zu bestimmen war. Er ermittelte auf telegrafischem Wege auch die Längenunterschiede Genfs zu Neuenburg, Strassburg, München, Lyon und Wien. Mit einem Reversionspendel untersuchte er die Schwerebeschleunigung in Genf und anderen Orten.
Seit 1865 war er korrespondierendes Mitglied der Académie des sciences. 1878 wurde er in die American Academy of Arts and Sciences und 1881 in die Royal Society of Edinburgh gewählt.
Plantamour ist mit seiner Tochter Amélie Diodati (1842–1927) auf dem Cimetière des Rois begraben, der als Genfer Pantheon gilt.

## Werke (Auswahl)
- Disquisitio de methodis traditis ad Cometarum orbitas determinandas. Königsberg 1839.
- Mémoire sur la Comète Mauvais de l’année 1844. Genf 1847
- Du Climat de Genève. Genf 1863. (Digitalisat)
- Expériences faites à Genève avec le pendule à réversion. Genf 1866
- Nouvelles études sur le Climat de Genève. Genf 1876